# Omutinskoje
Omutinskoje (ros. Омутинское) – wieś (sieło) w Rosji, w obwodzie tiumeńskim, ośrodek administracyjny rejonu omutińskiego. W 2010 liczyła 9201 mieszkańców.